# Relaciones Cuba-Irán
Las relaciones Cuba-Irán se refiere a las relaciones bilaterales entre Cuba y Irán. Las relaciones entre Irán y Cuba, que se caracterizan por la cooperación económica y diplomática, son bastante amistosas. Irán tiene una balanza comercial productiva con Cuba. Los dos gobiernos firmaron un documento para fortalecer la cooperación en La Habana en enero de 2006. El presidente Mahmoud Ahmadinejad llamó a las relaciones "firmes y progresistas" durante las últimas tres décadas.

## Antecedentes

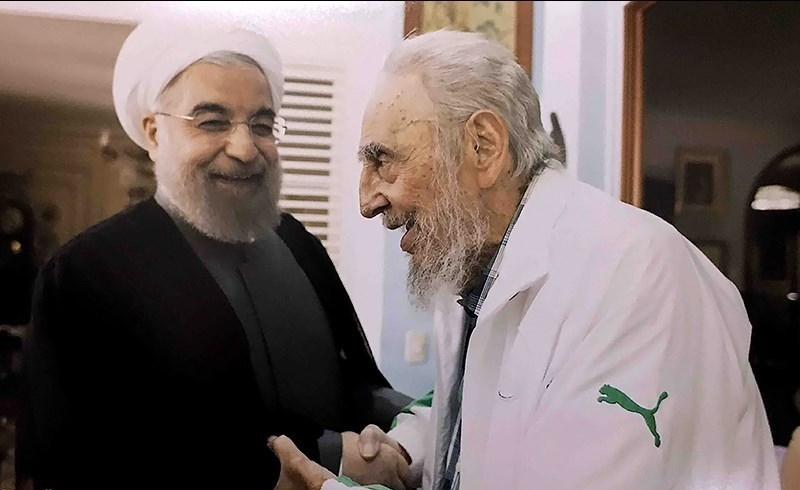
Fidel Castro y Hassan Rouhani en 2016.

Las relaciones entre Cuba e Irán fueron relativamente tardías en comparación con los vínculos que estableció Irán con otros países latinoamericanos.  La revolución cubana de 1959 fue de inspiración para organizaciones políticas progresistas contrarias a al régimen del sha Mohammad Reza Pahleví. En la segunda mitad de la década de los sesenta, se dieron los primeros contactos políticos entre estos grupos y el gobierno cubano, aunque fueron de carácter puntual. Con motivo de la revolución de 1979, Cuba invitó a Irán a formar parte del Movimiento de Países no Alineados, y le propuso que enviara una representación a la cumbre que se iba a celebrar en La Habana en septiembre del mismo año, tal como finalmente ocurrió.
Según el Monitor de la Ciencia Cristiana, en los últimos años las relaciones habían estado creciendo "ha estado en marcha durante algunos años antes de la ascendencia de Ahmadinejad a la presidencia". Los observadores de Cuba señalan el hecho de que Irán utilizó una estación de interferencia electrónica fuera de La Habana, que Cuba bloquea la radiodifusión de Radio Martí. Irán también trabajó con expertos cubanos para interferir con la radiodifusión estadounidense en sus fronteras. Cuba también ha ayudado a construir un laboratorio genético en Irán.

## Comercio
Según el mencionado documento de enero de 2006, Irán y Cuba ampliaron la cooperación en varios campos comerciales, bancarios, agrícolas, de salud y culturales. Los dos países también afirmaron que ampliarán la cooperación en áreas de la industria azucarera, pesquera, biotecnología, deportes, transporte, proyectos de desarrollo, inversión, turismo, tecnología de la información y comunicaciones y recursos hídricos.
El documento pide que Irán y Cuba proporcionen más facilidades en la cooperación bancaria con el objetivo de promover los vínculos económicos y comerciales y hacer uso de las capacidades mutuas científicas, de investigación e industriales. En 2006 el comercio entre los dos países alcanzó US $ 5 millones.
En 2008, Irán concedió a Cuba una línea de crédito de 200 millones de euros para llevar a cabo varios proyectos diferentes; Una gran parte de ese dinero se dedicó a financiar las importaciones cubanas de vagones de ferrocarril, tanto para carga como para pasajeros.

## Energía nuclear
Cuba apoya el programa de Irán para desarrollar tecnología nuclear con fines pacíficos, aunque los países acordaron detener la proliferación de armas nucleares. El expresidente de Cuba, Fidel Castro, habló con admiración de Irán "aumentando su capacidad para luchar contra las grandes potencias por el día".